# Cafeína/carisoprodol/paracetamol
Cafeína/carisoprodol/paracetamol (nome comercial: Dorilax) é uma associação medicamentosa utilizada pela medicina como relaxante muscular. Esta combinação possui ação relaxante muscular e analgésica, indicado nos casos de torcicolos, dores musculares, distensões musculares e outros tipos de dores.